# Gramatyka języka włoskiego
Gramatyka języka włoskiego – zbiór zasad rządzących stosowaniem języka włoskiego.

## Wiadomości ogólne
Podstawowy szyk zdania to SVO.
Pytania ogólne (czyli takie, w których nie występuje zaimek pytajny) różnią się od zdań twierdzących tylko obecnością znaku zapytania zamiast kropki albo wznoszącą intonacją. Polskiej partykuły czy nie tłumaczy się. Przeczenie czasownikowe występuje przed czasownikiem. Zazwyczaj stosuje się podwójną negację w zdaniu (przed czasownikiem może występować jedno przeczenie), np. Non vedo nessuno. – Nie widzę nikogo.
W języku włoskim są dwa rodzaje – męski i żeński oraz dwie liczby – pojedyncza i mnoga. Występują 4 tryby. Dużą rolę odgrywają przyimki.
Rodzaj i liczbę rzeczowników i przymiotników można łatwo rozpoznać. Większość z nich ma regularne końcówki:
|               | Liczba pojedyncza | Liczba mnoga |
| ------------- | ----------------- | ------------ |
| Rodzaj męski  | -o                | -i           |
| Rodzaj żeński | -a                | -e           |

Rzeczowniki kończące się na -io tracą w liczbie mnogiej końcowe o, np. notaio – notariusz, notai – notariusze. Końcówki -cia, -gia, -scia tracą często i w liczbie mnogiej, np. spiaggia – plaża, spiagge – plaże.
Rzeczowniki zakończone na -e przybierają w liczbie mnogiej końcówkę -i.
|               | Liczba pojedyncza | Liczba mnoga |
| ------------- | ----------------- | ------------ |
| Rodzaj męski  | -e                | -i           |
| Rodzaj żeński | -e                | -i           |

Pewna grupa słów ma też rodzaj „sprzeczny z końcówką”.
Takie rzeczowniki w rodzaju żeńskim mają jednak liczbę mnogą na -i, nie zaś -e.
|               | Liczba pojedyncza | Liczba mnoga |
| ------------- | ----------------- | ------------ |
| Rodzaj męski  | -a                | -i           |
| Rodzaj żeński | -o                | -i           |

Przymiotniki zakończone w rodzaju męskim na -e mają w rodzaju żeńskim tę samą końcówkę, a w liczbie mnogiej – -i, np. grande – wielki, wielka, grandi – wielcy, wielkie.
Nie zmieniają formy rzeczowniki zakończone spółgłoską, akcentowaną samogłoską, literą i, połączeniem ie oraz niektóre rzeczowniki mające rodzaj „sprzeczny z końcówką”. O liczbie rzeczownika w tych wypadkach decyduje tylko rodzajnik, np.:
- il bar – bar; i bar – bary
- la pubblicità – reklama; le pubblicità – reklamy
- la diocesi – diecezja; le diocesi – diecezje
- la serie – seria; le serie – serie
- il cinema – kino; i cinema – kina.

## Rodzajnik
Rodzajnik w języku włoskim występuje w trzech formach: określony (determinativo), nieokreślony (indeterminativo) i cząstkowy (partitivo). Rodzajników zazwyczaj nie tłumaczy się. Czasami rodzajnik określony oddaje się polskim zaimkiem ten, ta, nieokreślony – jakiś, jakaś, pewien, pewna, zaś cząstkowy – trochę, kilka, niektórzy.
Rodzajnik nieokreślony jest używany do oznaczenia rzeczy nieokreślonej, określony wskazuje rzecz już znaną albo unikatową (np. Il Sole – Słońce), a cząstkowy – część całości.
- Rodzajnik nieokreślony[3]:
  - Rodzaj męski:

| Liczba pojedyncza | Liczba mnoga  | Stosowanie                                                   |
| ----------------- | ------------- | ------------------------------------------------------------ |
| un                | – / dei/degli | przed spółgłoską, przed samogłoską                           |
| uno               | – / degli     | gdy wyraz zaczyna się na: gn, ps, s + spółgłoska, j, x, y, z |

Przykłady:
- un fiore – (jakiś) kwiat; (dei) fiori – (jakieś) kwiaty
- un amico – (jakiś) przyjaciel; (degli) amici – (jacyś) przyjaciele

- Rodzaj żeński:

| Liczba pojedyncza | Liczba mnoga | Stosowanie       |
| ----------------- | ------------ | ---------------- |
| una               | delle        | przed spółgłoską |
| un'               | delle        | przed samogłoską |

Przykłady:
- una donna – (jakaś) kobieta; delle donne – (jakieś) kobiety
- un'amica – (jakaś) przyjaciółka; delle amiche – (jakieś) przyjaciółki

- Rodzajnik określony:
  - Rodzaj męski:

| Liczba pojedyncza | Liczba mnoga | Stosowanie                                                   |
| ----------------- | ------------ | ------------------------------------------------------------ |
| il                | i            | przed spółgłoską                                             |
| lo                | gli          | gdy wyraz zaczyna się na: gn, ps, s + spółgłoska, j, x, y, z |
| l'                | gli          | przed wyrazami zaczynającymi się na samogłoskę albo h        |

Przykłady:
- il cane – pies; i cani – psy
- lo specchio – lustro; gli specchi – lustra
- l'elefante – słoń; gli elefanti – słonie

- Rodzaj żeński:

| Liczba pojedyncza | Liczba mnoga | Stosowanie                                     |
| ----------------- | ------------ | ---------------------------------------------- |
| la                | le           | przed spółgłoską                               |
| l'                | le           | przed wyrazami zaczynającymi się na samogłoskę |

Przykłady:
- la casa – dom; le case – domy
- l'amica – przyjaciółka; le amiche – przyjaciółki

- Rodzajnik cząstkowy:
  - Rodzaj męski:

| Liczba pojedyncza | Liczba mnoga | Stosowanie                                                   |
| ----------------- | ------------ | ------------------------------------------------------------ |
| del               | dei          | przed spółgłoską, przed samogłoską                           |
| dello             | degli        | gdy wyraz zaczyna się na: gn, ps, s + spółgłoska, j, x, y, z |
| dell'             | degli        | przed wyrazami zaczynającymi się na samogłoskę albo h        |

Przykład:
- del vino – (trochę) wina; degli uomini – niektórzy mężczyźni

- Rodzaj żeński:

| Liczba pojedyncza | Liczba mnoga | Stosowanie       |
| ----------------- | ------------ | ---------------- |
| della             | delle        | przed spółgłoską |
| dell'             | delle        | przed samogłoską |

Przykład:
- dell' acqua – (trochę) wody; delle donne – kilka kobiet

### Stosowanie rodzajnika
Rodzajnik nie występuje przy:
- imionach i nazwiskach,
- nazwach większości miast i państw, ale: Il Cairo – Kair, Gli Stati Uniti – Stany Zjednoczone (liczba mnoga),
- tytułach,
- wyliczeniach,
- zawołaniach[6],
- rzeczownikach poprzedzonych przysłówkami poco, molto itp.

## Rzeczownik
Rzeczownik określa osoby, miejsca lub przedmioty, a także inne rzeczy abstrakcyjne, koncepcje czy stany własne, jak np.: l'idea – pomysł; l'amore – miłość.
W języku włoskim rzeczowniki są określonego rodzaju – żeńskiego lub męskiego. Rzeczownik taki jest zazwyczaj poprzedzony odpowiednim dla siebie rodzajnikiem.
- Rodzaj męski:

| Rodzajnik                               | Końcówka | Przykład                                                                         |
| --------------------------------------- | -------- | -------------------------------------------------------------------------------- |
| un / il / lo / l' / del / dello / dell' | -o/-e    | un gatto – kot; il padre – ojciec; degli uomini – mężczyźni, niektórzy mężczyźni |

- Rodzaj żeński:

| Rodzajnik                     | Końcówka | Przykład                                                                    |
| ----------------------------- | -------- | --------------------------------------------------------------------------- |
| una / la / l' / della / dell' | -a/-e    | una donna – kobieta; la madre – matka; delle tavole – stoły, niektóre stoły |

- Wyjątki:

Istnieją również takie rzeczowniki zakończone na o, które są rodzaju żeńskiego, a także zakończone na a – występujące w rodzaju męskim.
Rodzaj męski:
- il sistema – system
- il problema – problem
- il poeta – poeta
- il pianista – pianista

Rodzaj żeński:
- la mano – ręka
- la radio – radio
- la dinamo – dynamo

Niektóre rzeczowniki w języku polskim są rodzaju męskiego, zaś we włoskim żeńskiego i na odwrót. Przykładem może być np.: il pesce – ryba (rodzaj męski we włoskim, rodzaj żeński w polskim); la pioggia – deszcz (rodzaj żeński we włoskim, rodzaj męski w polskim).

### Odmiana przez przypadki
W języku włoskim, podobnie jak w innych językach romańskich, a w przeciwieństwie do łaciny czy języka polskiego, w odmianie rzeczownika nie występuje temat i końcówka deklinacyjna. Aby odmienić rzeczownik przez przypadki, należy przed nim postawić odpowiedni przyimek w połączeniu (zob. sekcję "Przyimek") lub bez połączenia z rodzajnikiem określonym lub nieokreślonym (poniżej podano analogię do polskiej deklinacji), np.:
- M. il padre – ojciec, i padri – ojcowie
- D. del padre – ojca, dei padri – ojców
- C. al padre – ojcu, ai padri – ojcom
- B. il padre – ojca[e], i padri – ojców[e]
- N. con il padre – (z) ojcem, con i padri – (z) ojcami
- Msc. sul padre – o ojcu, sui padri – o ojcach
- W. padre! – ojcze!, padri! – ojcowie!

## Przymiotnik
Przymiotnik określa rzeczownik. Często po nim występuje. Ma formę zgodną z jego liczbą i rodzajem. Przymiotniki quello i bello przybierają formy na wzór rodzajnika określonego, tzn. odpowiednio quello, quel, quella, quell, quegli, quei, quelle i bello, bel, bella, bell, begli, bei, belle. Przymiotniki grande, santo i buono skraca się przed rzeczownikiem do gran, san i buon (jeżeli nie zaczyna się na s + spółgłoska lub z).
Przymiotnik poprzedzony rodzajnikiem może nabrać znaczenia rzeczownika, np. un povero – biedny człowiek.

### Stopniowanie
Stopień wyższy (comparativo) otrzymuje się przez dodanie przysłówka più (bardziej) lub meno (mniej). Stopień najwyższy (superlativo) wyraża się, dodając przed stopniem wyższym rodzajnik określony (forma względna, relativo) lub dodając do przymiotnika w stopniu równym (positivo) końcówkę, -issimo, -issima, -issimi, -issime (forma bezwzględna, assoluto); ostatnią literę przymiotnika w stopniu równym usuwa się, np.:
- stopień równy – lungo (długi)
- stopień wyższy – più lungo (dłuższy)
- stopień najwyższy – il più lungo (najdłuższy) lub lunghissimo (bardzo długi).

Stopnia wyższego i formy względnej stopnia najwyższego używa się przy porównaniu, a bezwzględnej, opisując rzecz, nie porównując jej z inną.
Przykłady:
- Questa casa è più lunga che alta. – Ten dom jest bardziej długi niż wysoki.
- Maria è più vecchia di Anna. – Maria jest starsza od Anny.
- Varsavia è la maggiore città della Polonia. – Warszawa jest największym miastem Polski.
- La torta era dolcissima. – Tort był bardzo słodki.

Nieregularne stopniowanie:
- buono – migliore – il migliore – ottimo (dobry – lepszy – najlepszy – świetny)
- grande – maggiore – il maggiore – massimo (duży – większy – największy – wielki, maksymalny)
- alto – superiore – il supremo – sommo (wysoki – wyższy – najwyższy – bardzo wysoki, najwspanialszy)
- cattivo – peggiore – il peggiore – pessimo (zły – gorszy – najgorszy – bardzo zły)
- piccolo – minore – il minore – minimo (mały – mniejszy – najmniejszy – bardzo mały, minimalny)
- basso – inferiore – l'inferiore – infimo (niski – niższy – najniższy – bardzo niski, niepozorny)

### Przymiotnik dzierżawczy
| Osoba | Rodzaj męski      | Rodzaj męski | Rodzaj żeński     | Rodzaj żeński |
| Osoba | Liczba pojedyncza | Liczba mnoga | Liczba pojedyncza | Liczba mnoga  |
| ----- | ----------------- | ------------ | ----------------- | ------------- |
| 1 lp. | mio               | miei         | mia               | mie           |
| 2 lp. | tuo               | tuoi         | tua               | tue           |
| 3 lp. | suo               | suoi         | sua               | sue           |
| 1 lm. | nostro            | nostri       | nostra            | nostre        |
| 2 lm. | vostro            | vostri       | vostra            | vostre        |
| 3 lm. | loro              | loro         | loro              | loro          |

Przymiotnik dzierżawczy jest poprzedzany rodzajnikiem, ale jeśli występuje przed rzeczownikiem oznaczającym pokrewieństwo w liczbie pojedynczej w formie niezdrobniałej, można go pominąć, np. mio fratello – mój brat. Nie dotyczy to przymiotnika loro, któremu zawsze towarzyszy rodzajnik. Przymiotniki Suo, Sua, Suoi, Sue i Loro (napisane wielką literą) znaczą: Pana, Pani, Panów, Pań i Państwa (przymiotniki dzierżawcze form grzecznościowych). Przymiotniki Vostro, Vostra, Vostri i Vostre znaczą Państwa.
Polskie zaimki jego, jej można wyrazić nie tylko przymiotnikami 3. os. lp. (tj. suo, sua, suoi i sue), ale również konstrukcją di lui, di lei.

### Przymiotnik wskazujący
Odpowiada polskim zaimkom wskazującym. Odmienia się przez liczby.
- questo, questa – ten, ta
- codesto, codesta – tamten, tamta
- quello, quella – tamten, tamta

Przymiotnik questo odpowiada także polskiemu zaimkowi to.

### Przymiotnik nieokreślony
- molto – dużo
- poco – mało
- troppo – za dużo
- tutto – wszystko
- qualunque – wszelki
- (lo) stesso – ten sam, sam (odmienia się przez liczby i rodzaje)
- altro – inny (odmienia się przez liczby i rodzaje)
- alcuno – pewien, jakiś (odmienia się przez liczby i rodzaje)
- qualche – pewien, jakiś, kilka

Wyraz stesso może być poprzedzany zaimkami me, te, sé, ce, ve, sé (formy emfatyczne), np. Pensi di te stessa. – Myślisz o sobie samej.

### Przymiotnik liczebnikowy
Liczebniki główne:
- 0 zero
- 1 uno, una
- 2 due
- 3 tre
- 4 quattro
- 5 cinque
- 6 sei
- 7 sette
- 8 otto
- 9 nove
- 10 dieci
- 11 undici
- 12 dodici
- 13 tredici
- 14 quattordici
- 15 quindici
- 16 sedici
- 17 diciassette
- 18 diciotto
- 19 diciannove
- 20 venti
- 21 ventuno
- 30 trenta
- 40 quaranta
- 50 cinquanta
- 60 sessanta
- 70 settanta
- 80 ottanta
- 90 novanta
- 100 cento
- 101 centouno
- 200 duecento
- 300 trecento
- 400 quattrocento
- 500 cinquecento
- 600 seicento
- 700 settecento
- 800 ottocento
- 900 novecento
- 1000 mille
- 2000 duemila
- 10000 diecimila
- 100000 centomila
- 1000000 un milione

Liczebniki porządkowe:
- 1. primo, prima
- 2. secondo
- 3. terzo
- 4. quarto
- 5. quinto
- 6. sesto
- 7. settimo
- 8. ottavo
- 9. nono
- 10. decimo
- 11. undicesimo
- 12. dodicesimo
- 13. tredicesimo
- 14. quattordicesimo
- 15. quindicesimo
- 16. sedicesimo
- 17. diciasettesimo
- 18. diciottesimo
- 19. diciannovesimo
- 20. ventesimo
- 21. ventunesimo
- 30. trentesimo
- 40. quarantesimo
- 50. cinquantesimo
- 60. sessantesimo
- 70. settantesimo
- 80. ottantesimo
- 90. novantesimo
- 100. centesimo
- 101. centunesimo
- 200. duecentesimo
- 1000. millesimo
- 2000. duemillesimo
- 10000. decimillesimo
- 100000. centomillesimo
- 1000000. milionesimo

Liczebniki porządkowe odmieniają się przez liczby i rodzaje. Ułamki wyraża się liczebnikiem głównym i porządkowym, np. due terzi – dwie trzecie. Liczebniki główne używane są przy podawaniu godziny i dnia miesiąca (z wyjątkiem pierwszego), np. le due – druga (godzina), il quindici – 15. dzień miesiąca. Są pisane łącznie (z wyjątkiem takich jak milione, miliardo itp.). Jeżeli liczebnik kończy się na uno lub otto, końcową samogłoskę dziesiątki usuwa się, np. novantotto. Używa się również nieodmiennego liczebnika mezzo – pół.

## Zaimek
W języku włoskim wyróżnia się kilka rodzajów zaimków:

### Zaimki osobowe
Zaimki osobowe w funkcji podmiotu:
| Osoba (zaimek polski) | Zaimek włoski nieakcentowany | Zaimek włoski akcentowany |
| --------------------- | ---------------------------- | ------------------------- |
| 1 lp. (ja)            | io                           | io                        |
| 2 lp. (ty)            | tu                           | tu                        |
| 3 lp. (on, ona)       | egli, ella, esso, essa       | lui, lei                  |
| 1 lm. (my)            | noi                          | noi                       |
| 2 lm. (wy)            | voi                          | voi                       |
| 3 lm. (oni, one)      | essi, esse                   | loro                      |

Formy nieakcentowane zaimków osobowych w funkcji podmiotu i w funkcji dopełnienia są używane przy odmianie czasownika (albo przed nim w przypadku tych drugich), a formy akcentowane występują po czasowniku. Zaimki w funkcji podmiotu Lei oraz Loro (napisane wielką literą) są formami grzecznościowymi i oznaczają: Pan, Pani, Panowie, Panie, Państwo. Można używać także zaimka Voi znaczącego Państwo. Jednakże podmiot wyrażony zaimkiem osobowym jest często pomijany w zdaniu, podobnie jak w języku polskim.
Zaimki osobowe w funkcji dopełnienia:
| Osoba                   | Formy nieakcentowane | Formy nieakcentowane | Formy akcentowane   | Formy akcentowane  |
| Osoba                   | Dopełnienie bliższe  | Dopełnienie dalsze   | Dopełnienie bliższe | Dopełnienie dalsze |
| ----------------------- | -------------------- | -------------------- | ------------------- | ------------------ |
| 1 lp.                   | mi                   | mi                   | me                  | a me               |
| 2 lp.                   | ti                   | ti                   | te                  | a te               |
| 3 lp. (lui, egli, esso) | lo (si)              | gli (si)             | lui (sé)            | a lui (a sé)       |
| 3 lp. (lei, ella, essa) | la (si)              | le (si)              | lei (sé)            | a lei (a sé)       |
| 1 lm.                   | ci                   | ci                   | noi                 | a noi              |
| 2 lm.                   | vi                   | vi                   | voi                 | a voi              |
| 3 lm. (essi)            | li (si)              | loro (si)            | loro (sé)           | a loro (a sé)      |
| 3 lm. (esse)            | le (si)              | loro (si)            | loro (sé)           | a loro (a sé)      |

Zaimki mi, ti, si, ci, vi oraz si przybierają przed zaimkami lo, la, li, le i ne formy: me, te, sé, ce, ve, sé. Zaimki gli oraz le łączą się z tymi zaimkami w formy: glielo, gliela, glieli, gliele oraz gliene (zaimki mieszane). Zaimek ne znaczy: z tego, z nich, o nim, o niej, o nich, o tym.
Zaimki lo, la, li, le i ne (ewentualnie także razem z nimi zaimki przysłówkowe ci, ne) łączą się z czasownikiem w 2. os. l. poj., 1. oraz 2. l. mn. trybu rozkazującego oraz w gerundio, np. prendilo – bierz go. W pozostałych trybach i participio występują przed czasownikiem. Podobnie łączą się zaimki mi, ti, gli, le (dopełnienie dalsze), ci, vi i zaimki mieszane.
Zaimki trzeciej osoby liczby pojedynczej i mnogiej w funkcji dopełnienia pisane wielką literą również wskazują na formę grzecznościową, np. La – Pana, Pani, Li – Panów, Pań, Państwa. To samo dotyczy zaimka Voi, np. Vi – Państwu.

### Zaimki przysłówkowe
- ci, vi – tu, tam
- ne – stąd, stamtąd

Zaimki te występują przed czasownikiem w formie osobowej, z wyjątkiem 2. osoby l. poj., 1. oraz 2. osoby l. mn. trybu rozkazującego, gdzie łączą się z tymi formami w jeden wyraz, np. andiamoci – pójdźmy tam. Tworzą też jedną formę z gerundio.

### Zaimki wskazujące
- questi, questa – ten, ta
- quegli, quella – tamten, tamta
- costui, costei, costoro – ten, ta, ci, te (pogardliwie)
- colui, colei, coloro – tamten, tamta, tamci, tamto (pogardliwie)
- ciò – to

Zamiast zaimka wskazującego ciò można również użyć zaimka osobowego lo.

### Zaimki względne
- chi – kto, ktoś, ten
- che – co
- il quale – który (odmienne przez liczby i rodzaje)
- cui – który (dopełnienie, wyraz używany z przyimkiem), np. a cui – któremu

### Zaimki pytające
- chi? – kto?
- che?, (che) cosa? – co?
- quale? – jaki?, który?
- quante? – ile?

### Zaimki nieokreślone
- uno, certo – pewien, jakiś (pierwszy odmienia się przez liczby i rodzaje, pozostałe formy zaimka uno: una, uni, certo jest także przymiotnikiem i wówczas odmienia się przez liczby i rodzaje)
- alcuno – żaden (w zdaniach przeczących), kilka, kilku, niektórzy (odmienia się przez liczby i rodzaje)
- qualcuno – ktoś
- qualcosa – coś
- nessuno – nikt, żaden (odmienia się przez liczby i rodzaje)
- niente, nulla – nic
- altri – inny
- tale – taki
- tutti, tutte – wszyscy, wszystkie

## Czasownik
Czasowniki w języku włoskim, podobnie jak w polskim, zmieniają formę w zależności od tego, w jakiej osobie, czasie i trybie zostały użyte.

### Koniugacje
Bezokolicznik włoski prawie zawsze kończy się na -re. Istnieją 3 grupy koniugacyjne czasowników, różniące się końcówką bezokolicznika. Są to:
1. grupa zakończonych na -are (np. cantare – śpiewać)
2. grupa zakończonych na -ere (np. scrivere – pisać)
3. grupa zakończonych na -ire (np. partire – wyjeżdżać)[14].

III koniugację (-ire) dzieli się na "III a" (np. sentire) i "III b" (np. finire), gdyż są pewne różnice (część jej czasowników przyjmuje w 1., 2. i 3. osobie liczby pojedynczej oraz 3. mnogiej czasu teraźniejszego wszystkich trybów, oprócz warunkowego, grupę -isc-).
Przykłady:
- tu senti
- tu finisci

Istnieje również pewna liczba czasowników nieregularnych (część z nich odmienia się jak czasowniki łacińskie, np. dire, fare). Poniżej podano odmianę czasowników regularnych w czasie teraźniejszym trybu oznajmującego.
| I – ARE: cantare    | II – ERE: vedere   | III a – IRE: sentire | III b – IRE: finire   |
| ------------------- | ------------------ | -------------------- | --------------------- |
| io canto            | io vedo            | io sento             | io finisco            |
| tu canti            | tu vedi            | tu senti             | tu finisci            |
| lui, lei, Lei canta | lui, lei, Lei vede | lui, lei, Lei sente  | lui, lei, Lei finisce |
| noi cantiamo        | noi vediamo        | noi sentiamo         | noi finiamo           |
| voi cantate         | voi vedete         | voi sentite          | voi finite            |
| loro, Loro cantano  | loro, Loro vedono  | loro, Loro sentono   | loro, Loro finiscono  |

### Czasowniki posiłkowe i modalne
Oprócz wymienionych wyżej, w języku włoskim występują jeszcze tzw. czasowniki posiłkowe (verbi ausiliari). Są to 2 czasowniki: essere – być oraz avere – mieć. Używane jako czasowniki posiłkowe nie mają swojego zwykłego znaczenia, a służą wtedy jako operatory do ustalenia czasu, którego chce się użyć. Czasownika essere używa się przy tworzeniu czasów złożonych tego czasownika, czasowników nieprzechodnich, zwrotnych i wyrażających ruch bądź zmianę stanu, avere – czasowników przechodnich, a także pewnej grupy nieprzechodnich. Czasowniki modalne odmieniają się z użyciem avere i essere (oprócz sapere). Wybór czasownika zależy od bezokolicznika stojącego po czasowniku modalnym. Niektóre inne czasowniki również tworzą czasy złożone z użyciem obu posiłkowych, np. passare – mijać (o czasie) – z essere, ale w znaczeniu mijać (kogoś, coś) lub spędzać – z avere.
Odmiana czasowników posiłkowych w czasie teraźniejszym trybu oznajmującego:
| essere          | avere            |
| --------------- | ---------------- |
| io sono         | io ho            |
| tu sei          | tu hai           |
| lui, lei, Lei è | lui, lei, Lei ha |
| noi siamo       | noi abbiamo      |
| voi siete       | voi avete        |
| loro, Loro sono | loro, Loro hanno |

Czasowniki modalne (verbi servili):
- dovere – musieć, mieć obowiązek
  - w condizionale znaczy także mieć powinność
- potere – móc, mieć możliwość
- sapere – tu: umieć, potrafić, znaczenie to samo co essere capace (podstawowe, niemodalne znaczenie czasownika sapere: wiedzieć);
- volere – chcieć

Czasowniki modalne wymagają dopełnienia w formie bezokolicznika, który nie jest poprzedzany żadnym przyimkiem. Są przykładem czasowników nieregularnych.
Odmiana czasowników modalnych w czasie teraźniejszym trybu oznajmującego i czasownika dovere w czasie teraźniejszym trybu condizionale:
| dovere (indicativo presente) | dovere (condizionale presente) | potere             | sapere           | volere              |
| ---------------------------- | ------------------------------ | ------------------ | ---------------- | ------------------- |
| io devo (debbo)              | io dovrei                      | io posso           | io so            | io voglio           |
| tu devi                      | tu dovresti                    | tu puoi            | tu sai           | tu vuoi             |
| lui, lei, Lei deve           | lui, lei, Lei dovrebbe         | lui, lei, Lei può  | lui, lei, Lei sa | lui, lei, Lei vuole |
| noi dobbiamo                 | noi dovremmo                   | noi possiamo       | noi sappiamo     | noi vogliamo        |
| voi dovete                   | voi dovreste                   | voi potete         | voi sapete       | voi volete          |
| loro, Loro devono (debbono)  | loro, Loro dovrebbero          | loro, Loro possono | loro, Loro sanno | loro, Loro vogliono |

### Czasowniki ułomne i nieosobowe
Czasowniki ułomne (verbi difettivi) to czasowniki, które nie posiadają wszystkich form koniugacyjnych. Należą do nich m.in. czasowniki nieosobowe (verbi impersonali) określające zjawiska pogodowe występujące tylko w 3. osobie liczby pojedynczej, np. nevica – pada śnieg (bezokolicznik: nevicare), piove – pada deszcz (bezokolicznik: piovere). Czasowniki nieosobowe mogą mieć też charakter modalny, np. bisogna – trzeba, conviene – należy, wypada.

### Czasowniki zwrotne
Bezokolicznik w formie zwrotnej tworzy się, zastępując końcową samogłoskę e zaimkiem zwrotnym si (się), np. lavare – myć, lavarsi – myć się. W języku włoskim forma zaimka zwrotnego używanego w odmianie czasownika zależy od osoby, w przeciwieństwie do polskiego się występującego w każdej osobie:
| Osoba | Zaimek zwrotny |
| ----- | -------------- |
| 1 lp. | mi             |
| 2 lp. | ti             |
| 3 lp. | si             |
| 1 lm. | ci             |
| 2 lm. | vi             |
| 3 lm. | si             |

Bezokolicznik zakończony na -re może łączyć się również z innymi zaimkami zwrotnymi, np. Vuoi lavarti? (Chcesz się umyć?). Wszystkie zaimki zwrotne tworzą jeden wyraz także z czasownikiem w trybie rozkazującym (z wyjątkiem 3. osoby obu liczb, gdzie pisane są rozłącznie) i gerundio, pisownia rozłączna obowiązuje w pozostałych formach. W pisowni rozłącznej zaimek zwrotny występuje przed czasownikiem, np. mi lavo – myję się.

## Przysłówek
Przysłówki dzieli się na kilka grup, w zależności od tego, jakie mają znaczenie:

### Avverbi di modo– przysłówki sposobu
Odpowiadają na pytanie come? (jak?) i mają zazwyczaj końcówkę -mente; żeby utworzyć przysłówek sposobu, należy do formy żeńskiej przymiotnika dodać tę końcówkę, np.:
- saporito – saporita – saporitamente (jak? smacznie)
- breve – breve – brevemente (jak? krótko).

Przykład:
- Mi parli brevemente delle Sue esperienze professionali. – Proszę opowiedzieć mi krótko o Pana (Pani) doświadczeniach zawodowych.

Tworzenie przysłówka w zależności od końcówki przymiotnika -re/-le: (przysłówek traci końcowe e przymiotnika)
- regolare – regolare – regolarmente (jak? regularnie)
- facile – facile – facilmente (jak? łatwo)

Przykłady:
- Il ratto bianco è regolarmente impiegato in laboratorio per sperimentazioni scientifiche. – Biały szczur jest regularnie wykorzystywany w laboratoriach do eksperymentów naukowych.
- Puoi tradurre questo testo facilmente. – Możesz z łatwością przetłumaczyć ten tekst.

- Przysłówki nieregularne:
  - buono – buona – bene (jak? dobrze)
  - cattivo – cattiva – male (jak? źle)
  - pari – pari – parimenti (jak? tak samo)

- Przykłady:
  - Come stai? Sto molto bene. – Jak się masz? Bardzo dobrze. (Sto male – Źle się czuję).

- Przysłówki odprzymiotnikowe: (przysłówek ma identyczną formę jak przymiotnik)
  - forte – forte (jak? silnie, głośno)
  - piano – piano (jak? wolno)
  - certo – certo (jak? pewnie, oczywiście)

- Przykłady:
  - Parla forte! – Mów głośno!
  - Camminavano piano. – Szli wolno.

### Avverbi di quantità– przysłówki ilości
Odpowiadają na pytanie quanto? (ile?).
- molto – wiele, dużo
- un po' – trochę
- poco – mało

Przykłady:
- Molte grazie. – Dziękuję bardzo.

### Avverbi di tempo– przysłówki czasu
Odpowiadają na pytanie quando? (kiedy?).
- sempre – zawsze; ciągle
- spesso – często
- solitamente – zazwyczaj
- raramente – rzadko
- mai – nigdy

### Avverbi di luogo– przysłówki miejsca
Odpowiadają na pytanie dove?, da dove? (gdzie?, skąd?).
- sopra – nad
- sotto – pod
- vicino – blisko
- lontano – daleko
- lì, là – tam
- qua, qui – tutaj, tu

### Avverbi di affermazione– przysłówki potwierdzenia
- sì – tak
- già – już
- certo – oczywiście, pewnie
- appunto – właśnie
- sicuro – pewnie

### Avverbi di negazione– przysłówki zaprzeczenia
- no (zaprzecza zdanie), non (zaprzecza czasownik) – nie
- né – ani
- neanche – nawet nie
- mica – wcale, w ogóle

### Avverbi di dubbio– przysłówki wyrażające wątpliwość
- forse – być może
- magari – gdyby tylko
- probabilmente – prawdopodobnie
- se mai, eventualmente – ewentualnie
- quasi – prawie

### Avverbi di similitudine– przysłówki podobieństwa
- come – jak
- così – taki sam, taki jak

### Stopniowanie
Przysłówki stopniują się podobnie jak przymiotniki, np.:
- allegramente – più allegramente – il più allegramente – allegrissimente (wesoło – weselej – najweselej – bardzo wesoło)[20].

Nieregularne stopniowanie:
- bene – meglio – benissimo – ottimamente (dobrze – lepiej – najlepiej – bardzo dobrze)
- poco – meno – pochissimo (mało – mniej – najmniej)
- male – peggio – malissimo – pessimamente (źle – gorzej – najgorzej – bardzo źle)
- molto – più – moltissimo (dużo, wiele, bardzo – więcej, bardziej – najwięcej, bardzo wiele)

### Wyrażenia przysłówkowe
Wyrażenie przysłówkowe jest połączeniem przyimka z inną częścią mowy, np.:
- a destra – na prawo
- da capo – od początku
- per caso – przypadkowo.

## Czasy
We włoskim istnieje 8 czasów trybu indicativo (oznajmującego):

### Presente– czas teraźniejszy
Używany do określenia czynności, stanów dziejących się w czasie teraźniejszym. Także dotyczy twierdzeń uniwersalnych, czynności, które będą miały miejsce w przyszłości, ale nie ma wątpliwości co do tego, że się wydarzą. Służy także wyrażeniu czynności, które zostaną zakończone w przyszłości (zastępuje futuro anteriore), np.: Domani alle tre ho l'esame. (Jutro o trzeciej mam egzamin.). W narracji może zastępować passato remoto, nadając opowiadaniu dynamiczności (presente storico).
Odmianę czasowników w czasie teraźniejszym podano przy omówieniu grup koniugacji oraz czasowników posiłkowych oraz modalnych.

#### Konstrukcjastare + gerundio
W języku włoskim konstrukcja stare + gerundio może być używana do wyrażenia teraźniejszości. Występuje także w innych czasach prostych.
Przykłady:
- Che stai facendo? – Co robisz (w tej chwili)?
- Stiamo parlando. – Rozmawiamy (w tym momencie).
- Marco sta leggendo un giornale. – Marco (właśnie) czyta gazetę.
- Stavo andando al cinema, quando l'ho vista. – Szedłem (właśnie) do kina, kiedy ją zobaczyłem.

### Imperfetto– czas przeszły niedokonany
Często używany czas, stosowany do wyrażania:
- rutynowych czynności czasu przeszłego:

Tutte le domeniche andavo a trovare i nonni.
(W każdą niedzielę chodziłem odwiedzać dziadków.)
- czynności nagle przerwanych:

Aspettavo l'autobus da pochi minuti quando ho visto passare Giorgio.
(Czekałem na autobus od paru minut, kiedy zobaczyłem przechodzącego Jerzego.)
- długotrwałych stanów w przeszłości (atmosferycznych, fizycznych, emocjonalnych itp.):

La giornata era bella; splendeva il sole, ma faceva freddo.
(Ten dzień był ładny; świeciło słońce, choć było zimno.)
Giovanni era alto e magro. Aveva i capelli lunghi e gli occhi scuri.
(Jan był wysoki i mizerny. Miał długie włosy i ciemne oczy.)
- równoległych czynności w czasie przeszłym:

Ieri, mentre pranzavo, ho ascoltato il giornale-radio.
(Wczoraj, podczas gdy jadłem obiad, słuchałem wiadomości w radio.).
Odmiana niektórych czasowników regularnych:
|             | Grupa I - are lavorare (pracować) | Grupa II - ere sapere (wiedzieć) | Grupa III - ire capire (rozumieć) |
| ----------- | --------------------------------- | -------------------------------- | --------------------------------- |
| io          | lavoravo                          | sapevo                           | capivo                            |
| tu          | lavoravi                          | sapevi                           | capivi                            |
| lui lei Lei | lavorava                          | sapeva                           | capiva                            |
| noi         | lavoravamo                        | sapevamo                         | capivamo                          |
| voi         | lavoravate                        | sapevate                         | capivate                          |
| loro Loro   | lavoravano                        | sapevano                         | capivano                          |

Odmiana niektórych czasowników nieregularnych:
|             | essere (być) | fare (robić) | dire (mówić) |
| ----------- | ------------ | ------------ | ------------ |
| io          | ero          | facevo       | dicevo       |
| tu          | eri          | facevi       | dicevi       |
| lui lei Lei | era          | faceva       | diceva       |
| noi         | eravamo      | facevamo     | dicevamo     |
| voi         | eravate      | facevate     | dicevate     |
| loro Loro   | eravano      | facevano     | dicevano     |

Inne czasowniki nieregularne: bere (pić), tradurre (tłumaczyć) itp.

### Passato prossimo– czas przeszły dokonany bliski
Używany do określenia:
- czynności przeszłych, mających skutki w teraźniejszości, bądź tych, które działy się od pewnego czasu do chwili obecnej,
- czynności zakończonych.

W południowych Włoszech zamiast passato prossimo zazwyczaj używa się passato remoto.
Passato prossimo składa się z czasownika posiłkowego avere lub essere odmienionego we właściwej osobie w presente oraz imiesłowu czasu przeszłego participio passato; np.:
- z essere:
  - io sono stato/stata – ja byłem/byłam
  - tu sei stato/stata – ty byłeś/byłaś
  - lui/lei/Lei è stato/stata – on/ona/Pan/Pani był/była
  - noi siamo stati/state – my byliśmy/byłyście
  - voi siete stati/state – wy byliście/byłyście
  - loro/Loro sono stati/state – oni/one/Panowie/Panie/Państwo byli/były
- z avere:
  - io ho bevuto – ja wypiłem/wypiłam
  - tu hai bevuto – ty wypiłeś/wypiłaś
  - lui/lei ha bevuto – on/ona/Pan/Pani wypił/wypiła
  - noi abbiamo bevuto – my wypiliśmy/wypiłyśmy
  - voi avete bevuto – wy wypiliście/wypiłyście
  - loro/Loro hanno bevuto – oni/one/Panowie/Panie/Państwo wypili/wypiły

### Trapassato prossimo– czas zaprzeszły bliski
Wyraża czynność przeszłą, która zaszła przed inną czynnością przeszłą. Trapassato prossimo używany jest w połączeniu z passato prossimo, passato remoto oraz imperfetto.
Trapassato prossimo składa się z czasownika posiłkowego avere lub essere odmienionego we właściwej osobie w imperfetto oraz imiesłowu czasu przeszłego participio passato; np.:
- z essere:
  - io ero stato/stata – ja byłem/byłam
  - tu eri stato/stata – ty byłeś/byłaś
  - lui/lei/Lei era stato/stata – on/ona/Pan/Pani był/była
  - noi eravamo stati/state – my byliśmy/byłyśmy
  - voi eravate stati/state – wy byliście/byłyście
  - loro/Loro erano stati/state – oni/one/Panowie/Panie/Państwo byli/były
- z avere:
  - io avevo bevuto – ja wypiłem/wypiłam (był/była)
  - tu avevi bevuto – ty wypiłeś/wypiłaś (był/była)
  - lui/lei/Lei aveva bevuto – on/ona/Pan/Pani wypił/wypiła (był/była)
  - noi avevamo bevuto – my wypiliśmy/wypiłyśmy (byli/były)
  - voi avevate bevuto – wy wypiliście/wypiłyście (byli/były)
  - loro/Loro avevano bevuto – oni/one/Panowie/Panie/Państwo wypili/wypiły (byli/były)

### Passato remoto– czas przeszły dokonany odległy
Często używany na południu Włoch, a w szczególności na Sycylii. Na północy kraju używany głównie w narracji historycznej i tekstach literackich. W pozostałych sytuacjach (zwłaszcza w mowie) czas ten jest tam zastępowany przez passato prossimo.
Wyraża czynność przeszłą dokonaną, która nie ma związku z teraźniejszością.
Przykłady:
- La prima guerra mondiale terminò nel 1918. – Pierwsza wojna światowa skończyła się w 1918 roku.
- Lui disse: "Ho capito.". – On powiedział: "Zrozumiałem.".

Odmiana czasowników posiłkowych i niektórych regularnych:
|             | essere (być) | avere (mieć) | Grupa I - are parlare (mówić) | Grupa II - ere temere (bać się) | Grupa III - ire partire (wyjeżdżać) |
| ----------- | ------------ | ------------ | ----------------------------- | ------------------------------- | ----------------------------------- |
| io          | fui          | ebbi         | parlai                        | temei (temetti)                 | partii                              |
| tu          | fosti        | avesti       | parlasti                      | temesti                         | partisti                            |
| lui lei Lei | fu           | ebbe         | parlò                         | temè (temette)                  | partì                               |
| noi         | fummo        | avemmo       | parlammo                      | tememmo                         | partimmo                            |
| voi         | foste        | aveste       | parlaste                      | temeste                         | partiste                            |
| loro Loro   | furono       | ebbero       | parlarono                     | temerono (temettero)            | partirono                           |

Odmiana niektórych czasowników nieregularnych:
|             | dire (mówić) | fare (robić) | prendere (brać) |
| ----------- | ------------ | ------------ | --------------- |
| io          | dissi        | feci         | presi           |
| tu          | dicesti      | facesti      | prendesti       |
| lui lei Lei | disse        | fece         | prese           |
| noi         | dicemmo      | facemmo      | prendemmo       |
| voi         | diceste      | faceste      | prendeste       |
| loro Loro   | dissero      | fecero       | presero         |

Inne czasowniki nieregularne: dare (dawać), stare (przebywać, być, czuć się), venire (przychodzić) itp.

### Trapassato remoto– czas zaprzeszły odległy
Bardzo rzadko używany w mowie (głównie w literaturze).
Wyraża czynność przeszłą dokonaną, która zaszła bezpośrednio przed inną czynnością przeszłą dokonaną. Występuje z wyrazami quando – kiedy, gdy, non appena – jak tylko i appena – zaledwie.
Trapassato remoto składa się z czasownika posiłkowego avere lub essere odmienionego we właściwej osobie w passato remoto oraz imiesłowu czasu przeszłego participio passato; np.:
- z essere:
  - io fui stato/stata – ja byłem/byłam
  - tu fosti stato/stata – ty byłeś/byłaś
  - lui/lei/Lei fu stato/stata – on/ona/Pan/Pani był/była
  - noi fummo stati/state – my byliśmy/byłyście
  - voi foste stati/state – wy byliście/byłyście
  - loro/Loro furono stati/state – oni/one/Panowie/Panie/Państwo byli/były
- z avere:
  - io ebbi bevuto – ja wypiłem/wypiłam (był/była)
  - tu avesti bevuto – ty wypiłeś/wypiłaś (był/była)
  - lui/lei/Lei ebbe bevuto – on/ona/Pan/Pani wypił/wypiła (był/była)
  - noi avemmo bevuto – my wypiliśmy/wypiłyśmy (byli/były)
  - voi aveste bevuto – wy wypiliście/wypiłyście (byli/były)
  - loro/Loro ebbero bevuto – oni/one/Panowie/Panie/Państwo wypili/wypiły (byli/były)

### Futuro semplice– czas przyszły prosty
Używany do wyrażenia:
- czynności, stanów, które wydarzą się w przyszłości:

Andrò al mercato.
(Pójdę do sklepu.)
Domani sarò a Roma.
(Jutro będę w Rzymie.)
- przypuszczeń[29]:

Il mio amico avrà ventidue anni.
(Mój przyjaciel pewnie ma dwadzieścia dwa lata. (dosł. będzie miał))
- rozkazu:

Farai qualcosa.
(Zrób coś. (dosł. zrobisz)).
Odmiana niektórych czasowników regularnych :
|             | Grupa I - are arrivare (przyjeżdżać) | Grupa II - ere prendere (brać) | Grupa III - ire finire (kończyć) |
| ----------- | ------------------------------------ | ------------------------------ | -------------------------------- |
| io          | arriverò                             | prenderò                       | finirò                           |
| tu          | arriverai                            | prenderai                      | finirai                          |
| lui lei Lei | arriverà                             | prenderà                       | finirà                           |
| noi         | arriveremo                           | prenderemo                     | finiremo                         |
| voi         | arriverete                           | prenderete                     | finirete                         |
| loro Loro   | arriveranno                          | prenderanno                    | finiranno                        |

Odmiana niektórych czasowników nieregularnych:
|             | avere (mieć) | essere (być) | volere (chcieć) | cercare (szukać) | sbrigarsi (spieszyć się) |
| ----------- | ------------ | ------------ | --------------- | ---------------- | ------------------------ |
| io          | avrò         | sarò         | vorrò           | cercherò         | mi sbrigherò             |
| tu          | avrai        | sarai        | vorrai          | cercherai        | ti sbrigherai            |
| lui lei Lei | avrà         | sarà         | vorrà           | cercherà         | si sbrigherà             |
| noi         | avremo       | saremo       | vorremo         | cercheremo       | ci sbrigheremo           |
| voi         | avrete       | sarete       | vorrete         | cercherete       | vi sbrigherete           |
| loro Loro   | avranno      | saranno      | vorranno        | cercheranno      | si sbrigheranno          |

Inne czasowniki nieregularne: bere (pić), cadere (upadać), dare (dawać), dovere (musieć), fare (robić), pagare (płacić), potere (móc), sapere (wiedzieć), tenere (nieść) itp.

### Futuro anteriore– czas przyszły uprzedni
Nazywany bywa też futuro composto, czyli czasem przyszłym złożonym.
Używany jest w celu uporządkowania czynności czasu przyszłego w kolejności ich planowanego wykonania. Występuje z wyrazami dopo che – po tym, jak, appena, non appena i quando.
Składa się z czasownika posiłkowego essere lub avere, odmienianego we właściwej osobie w futuro semplice oraz imiesłowu czasu przeszłego participio passato; np.:
- Dopo che avremo prenotato il biglietto, mi sentirò più tranquilla.

(w wolnym tłumaczeniu: Uspokoję się, dopiero gdy już zarezerwujemy ten bilet.)
- Dopo che sarò entrato a casa, mangerò la cena.

(Wejdę do domu i [potem] zjem kolację.).
Czas ten może być użyty także do wyrażenia spekulacji o przeszłości, np.
- Anna già avrà spedito questo pacco.

(Anna chyba już wysłała tę paczkę.).

### Poza tym
- Grupa czasów trybów congiuntivo (łączącego) i condizionale (warunkowego),
- Tryb imperativo (rozkazujący),
- infinito (bezokolicznik),
- Różne formy służące do tworzenia strony biernej.

## Imiesłów
Wyróżnia się imiesłowy participio i gerundio (łac. gerundivum, a nie – jak wskazywałaby nazwa – gerundium). Każdy z nich ma formę presente i passato.

### Participio presente– imiesłów odmienny teraźniejszy
Odpowiada polskiemu imiesłowowi przymiotnikowemu czynnemu. Tworzy się go, dodając do tematu czasownika końcówkę:
- -ante – dla czasowników I koniugacji, np. parlante,
- -ente – dla czasowników II i III koniugacji, np. partente.

Imiesłow nieregularny tworzy się od formy imperfetto, np. facente (od fare).
Oprócz funkcji przymiotnikowej participio presente może występować w roli rzeczownika, np. il/la cantante – śpiewak/śpiewaczka.

### Participio passato– imiesłów odmienny przeszły
Odpowiada polskiemu imiesłowowi przymiotnikowemu biernemu.
Participio passato czasowników regularnych tworzy się, dodając do tematu czasownika końcówki -ato, -uto i -ito; np.:
- amare przekształca się w amato,
- tenere przekształca się w tenuto,
- sentire przekształca się w sentito[32].

Uzgadnia się je z liczbą i rodzajem podmiotu, jeśli poprzedza je czasownik essere lub z liczbą i rodzajem zaimka lo, la, li, le albo ne bądź zaimka mieszanego, gdy towarzyszy czasownikowi avere, np. L'ho incontrata. (Spotkałem/spotkałam ją.). To samo dotyczy gerundio passato, np. avendola presa – wziąwszy ją.
Imiesłów ten jest używany nie tylko w czasach złożonych, ale również w stronie biernej. Pełni także rolę przymiotnika, a ponadto imiesłowu gerundio passato (wyraża uprzedniość czynności, participio passato assoluto), np.
- Ho mangiato le verdure cotte. – Zjadłem/zjadłam gotowane warzywa.
- Uscito di casa, sono andato al negozio. – Wyszedłszy (po wyjściu) z domu, poszedłem do slepu.

Imiesłowy nieregularne, np. bevuto (od bere), fatto (od fare), stato (od regularnego w przypadku tej formy czasownika stare, a także od essere).

### Gerundio presente– imiesłów nieodmienny teraźniejszy (współczesny)
Odpowiada polskiemu imiesłowowi przysłówkowemu współczesnemu. Wyraża czynność współczesną z inną. Tworzy się go, dodając do tematu czasownika końcówkę:
- -ando – dla czasowników I koniugacji, np. parlando,
- -endo – dla czasowników II i III koniugacji, np. partendo.

Imiesłow nieregularny tworzy się od formy imperfetto, np. facendo.

### Gerundio passato– imiesłów nieodmienny przeszły (uprzedni)
Odpowiada polskiemu imiesłowowi przysłówkowemu uprzedniemu. Wyraża uprzedniość czynności. Tworzy się go, zestawiając formę essendo lub avendo z participio passato czasownika, np. essendo partito, avendo bevuto.
Używany do podawania przyczyny, np. Avendo mangiato tantissima pizza, si sentiva male.  – Ponieważ zjadł bardzo dużo pizzy, źle się czuł.

## Przyimek
Najważniejsze włoskie przyimki właściwe (preposizioni semplici):
- di – o (kimś, czymś)[i], z (kogoś, czegoś), wyraża dopełniacz lub narzędnik
- a (ad przed samogłoską) – do, o (czas), w, wyraża celownik
- da – od, z, u, przez (w konstrukcji strony biernej)
- in – w, do
- con – z (kimś, czymś)
- per – dla, przez
- su – na, o[j]
- tra, fra – za (czas), między (kimś, czymś)

Przyimki di, a, da, in, su tworzą z rodzajnikiem określonym jedną formę gramatyczną (tzw. preposizioni articolate – formy ściągnięte rodzajników).
|    | il  | l'    | lo    | la    | i   | gli   | le    |
| -- | --- | ----- | ----- | ----- | --- | ----- | ----- |
| di | del | dell' | dello | della | dei | degli | delle |
| a  | al  | all'  | allo  | alla  | ai  | agli  | alle  |
| da | dal | dall' | dallo | dalla | dai | dagli | dalle |
| in | nel | nell' | nello | nella | nei | negli | nelle |
| su | sul | sull' | sullo | sulla | sui | sugli | sulle |

Połączenie dwóch przyimków nazywa się przyimkiem niewłaściwym, np. accanto a – obok, fino a – aż do.

## Spójnik
Spójnik łączy wyrazy lub zdania.
Spójniki współrzędne:
- łączące: e (ed przed samogłoską) – i, oraz, anche – też
- przeczące: né – ani, neanche – ani nawet
- przeciwstawne: ma – ale, però – jednak, jednakże
- wynikowe: dunque, quindi – więc
- rozłączne: o – albo, lub, oppure – albo też, lub

Spójniki podrzędne:
- wyjaśniające: che – że, żeby, come – jak
- czasowe: mentre – podczas, quando – kiedy, gdy
- celowe: affinché – aby, acciocché – aby, ażeby
- przyczynowe: poiché – ponieważ, giacché – jako że
- warunkowe: se – jeśli, gdyby, purché – byle tylko
- przyzwalające: benché – chociaż, sebbene – chociaż, aczkolwiek